# Скворцовка (Северо-Казахстанская область)
Скворцовка (каз. Скворцовка) — упразднённое село в районе Магжана Жумабаева Северо-Казахстанской области Казахстана. Ликвидировано в 2019 г. Входило в состав Полудинского сельского округа. Код КАТО — 593669400.

## География
Расположено около озера Питное.

## Население
В 1999 году население села составляло 286 человек (146 мужчин и 140 женщин). По данным переписи 2009 года, в селе проживало 30 человек (18 мужчин и 12 женщин).